# Coris formosa
 Coris formosa és una espècie de peix de la família dels làbrids i de l'ordre dels perciformes.

## Morfologia
Els mascles poden assolir els 60 cm de longitud total.

## Distribució geogràfica
Es troba des del sud del Mar Roig fins a KwaZulu-Natal (Sud-àfrica) i Sri Lanka.